# Eden Hason
Edèn Hason (en hebreu: עדן חסון‎; Pardes Hanna-Karkur, Israel, 25 d'agost de 1994) és un cantautor, compositor i productor israelià.

## Biografia
Edèn Hason va néixer en Pardes Hanna-Karkur en una família religiosa d'origen sefardita (jueus algerians). El seu pare, Yoram, és camioner i la seva mare, Esther, és mestra en un parvulari. Durant el servei militar va servir en la Base de la Força Aèria de Ramon, en Mitspé Ramon, on va formar part d'un esquadró d'emergència.Actualment resideix en Hadera.

## Carrera musical
Hason va començar la seva trajectòria musical escrivint cançons per a artistes com Edén Ben Zaken, Par Tsi i Itai Levy. Va llançar la seva primera cançó, «Shemishehu Yaatzor Oti», el 24 de desembre de 2017, el videoclip del qual va dirigir ell mateix. La cançó va tenir molt d'èxit i va ocupar el quart lloc en la Cançó de l'any 2018 de la ràdio Galgalatz.
El 3 de maig de 2018, Hason va llançar el seu segon senzill, «Yeladim Kaele», que va arrasar col·locant-se al cim de les llistes. Posteriorment, la cançó va ser triada per representar a Israel en el Festival de la Cançó Infantil d'Eurovisió 2018, interpretada per Noam Dadon. El 21 de maig va sortir el senzill «Ba Li Lechabek Otcha», que va escriure i va compondre per a la cantant israeliana Edèn Ben Zaken. El 15 d'agost va llançar el seu tercer senzill, «Shikorim», sent de nou un èxit. El 22 d'octubre va llançar el seu quart senzill, «Mitpotzetz Li Harosh», i el 10 de desembre el cinquè, titulat «Ani Mevulbal».
El 29 de gener de 2019, Hason va treure un altre senzill, «Hey DJ». El 4 d'abril d'aquest any va llançar el seu àlbum debut, «Shemishehu Yaatzor Oti», que incloïa nou senzills. Al maig va guanyar el premi «Cançó de l'any» d'AKUM 2019 amb l'àlbum. El 4 de juliol va llançar la cançó «Shona Mahonof» juntament amb Edèn Ben Zaken. Al llarg de tot el 2019 va publicar diverses cançons i va ser elegit com un dels candidats per a representar a Israel en els MTV Europe Music Awards.
A principis de 2021 va publicar un duet amb el cantant Eyal Golan anomenat «Beor Gadol». A l'abril del mateix any va començar a presentar un programa nocturn setmanal en l'emissora de ràdio Galgalatz. Al juny va publicar, juntament amb Ella Lee, el senzill «Simi Pas», que va ser la cançó oficial de la desfilada de l'orgull gai de Tel-Aviv en 2021. En aquest any va guanyar el Premi AKUM al Compositor de l'Any. El 10 d'agost va publicar «Mavtiach», que va aconseguir el quart lloc en la llista Media Forest. A la fi d'octubre de 2021 va llançar el senzill «Madliqa Li Hakol», sent tot un èxit de nou. El 28 de novembre del mateix any va llançar el senzill «Lo Marguish Tov», que va aconseguir el lloc 16 en Media Forest. L'1 de desembre de 2021 va llançar el seu segon àlbum d'estudi, «Album 2». Ja el 9 de desembre va treure el senzill «Ma Fisfasti», començant així el llançament de cançons d'un possible futur «Album 3».
Durant 2022 va llançar els senzills «Kulanu Rozim Ahava», «Kaha Kol Yom», «Boei Nishan Al Ze», «Osa Li Zarot», «Metapsim Al Hakirot» i «Ad Shetavoy Ad Elai». Aquest any, Edèn Hason es va convertir en l'artista israelià més reproduït en Apple Music i Spotify.
A principis de 2023 va llançar els senzills «Shuv», «Az Ma Ahsahv» i «Le'ehov Otakh Kol Yom», aquest últim en col·laboració amb Doli & Penn. A mitjans de juny va escriure en una publicació a Instagram que últimament havia estat ocupat per temes personals, però que a partir de llavors anava a «treure els canons pesants», que durant el mes anava «llançar cançons a un ritme ràpid». En relació amb això, a finals d'aquell mateix mes va treure tres senzills seguits, «Hishgozim», «Hakhaim Lefanai» (amb el DJ Itay Galo) i «Lo Tire Oti Bukha». A principis de juliol, va llançar dos senzills més el mateix dia, «Yeshivot» i «Lo Shote Lo Meashen». L'últim senzill de l'any que va treure va ser el 10 de desembre, titulat «Ahuva Sheli», la meua estimada, una cançó d'amor dedicada a la seua mare, que també apareix al videoclip.
El 30 de gener de 2024 va traure el senzill «Tzokheket Ubukha». En abril, va fer una col·laboració amb Static, la cançó «Oy VaAvoy». Eixe mateix mes va traure el senzill «En Oti». El 17 de juny va llançar dos nous senzills: «Ma Asit Li» y «Khoref Be'eilat». El 12 de setembre tragué un nou senzill en col·laboració amb un altre cantant, titulat «Lev Shabir». El 24 d'eixe mateix mes va traure el senzill en solitari «Ein Mirkhak Beinenu». El 17 de novembre va llançar el senzill «Sof Sof Ani», que significa «finalment jo». Segons una publicació en el seu Instagram va explicar que, amb aquesta cançó, volia explicar la seua situació personal, ja que està en una relació amb un home. Va donar les gràcies per tant de recolzament, tant del públic, com d'amics i de la seua família, i que era quelcom que li resultava difícil de traure a la llum, ja que confirma que està amb una persona de seu mateix sexe, i  dona a entendre que ha eixit de l'armari, un fet important si considerem que Israel és un país relativament conservador.
El 13 de gener de 2025 va traure la cançó «HaPaam Ze Ze), un cant a la felicitat. El 21 y 27 de gener va traure dos senzills, «Tader» y «Khavera Meshuga'at» respectivament, aquest últim amb la cantant Margol. El 10 de febrer de 2025 va llançar un nou àlbum, «Tader 4», amb 14 cançons.

## Discografia
- Shemishehu Yaatzor Oti (que algú em detinga) (2019)
- Album 2 (2021)
- Tader 4 (2025)

## Premis i nominacions
| Any  | Premio/concurs                              | Categoria           | Projecte                 | Resultat  |
| ---- | ------------------------------------------- | ------------------- | ------------------------ | --------- |
| 2019 | Premi AKUM                                  | Cançó de l'any      | «Shemishehu Yaatzor Oti» | Guanyador |
| 2021 | Premi AKUM                                  | Compositor de l'any | Edèn Hason               | Guanyador |
| 2022 | Premis a les seleccions de l'any de Froggie | Cantant de l'any    | Edèn Hason               | Guanyador |
| 2022 | Premis a les seleccions de l'any de Froggie | Cançó de l'any      | «Osa Li Zarot»           | Nominat   |